# Асеева, Надежда Юрьевна
Надежда Юрьевна Асеева (род. 21 января 1990 года, с. Саваслейка, Горьковская область, РСФСР, СССР) — российская конькобежка, чемпионка России в спринтерском многоборье и 4-кратная бронзовый призер Чемпионата России в спринтерском многоборье, победитель I Всероссийской зимней Универсиады 2010 года на дистанции 1500 метров. Мастер спорта России (2007). Мастер спорта международного класса(2016) . Выступала за ГБУ «ЦЗВС» (Коломна), СДЮСШОР им. Скобликовой (Челябинск).

## Биография
Надежда Асеева родилась в селе Саваслейка, Нижегородской области, а конькобежным спортом начала заниматься, переехав в город Муром, в возрасте 10 лет под руководством тренера Елены Морозовой. До сезона 2014/15 Надежда Асеева представляла Коломну. Её первым успехом стала победа на I Всероссийской зимней Универсиаде 2010 года на дистанции 1500 метров. В 2010 году её пригласили в национальную сборную и в сезоне 2010/2011 и 2011/12 года участвовала на этапах Кубка мира.
В августе 2011 года в Челябинске она стала трёхкратной победительницей летнего Кубка СКР по конькам на дистанциях 500, 1000 и 1500 метров.
В 2013 году Асеева завоевала серебряные медали в командном зачёте на первенстве России. В 2014 году она дебютировала на чемпионате мира в спринтерском многоборье, где заняла 20-е место в общем зачёте.
В марте на III Всероссийской зимней Универсиаде в Коломне она заняла 6-е место в забеге на 500 метров и 9-е на 1000 метров. В том же году квартиру Асеевой в Муроме ограбили и украли все её медали. Однако через 2 года во время чемпионата России на отдельных дистанциях эти медали вернули хозяйке. В ноябре на этапе Кубка мира в Сеуле вместе с Ольгой Фаткулиной и Ангелиной Голиковой Надежда выиграла командный спринт.
В 2015 году на чемпионате мира в Астане заняла 12-е место в многоборье и выиграла чемпионат России в спринтерском многоборье. В декабре 2015 года на этапе Кубка мира в Австрии она стала 2-й в командной гонке, а следом на чемпионате России в спринтерском многоборье стала бронзовым призёром.. В 2016 году перешла в Специализированную Детско-Юношескую Спортивную Школу Олимпийского Резерва (СДЮСШОР) имени Скобликовой в Челябинске, где стала тренироваться у Светланы Журавлевой.
В феврале 2016 года на чемпионате мира на отдельных дистанциях заняла 15-е место в забеге на 500 метров. На очередном спринтерском чемпионате мира в Сеуле остановилась на 16-м месте по сумме 4-х дистанции. В ноябре того же года на 2-м этапе Кубка мира в Нагано завоевала «серебро» в командном спринте.
В феврале 2017 года на чемпионате мира в Калгари Асеева заняла 13-е место в многоборье и 13-е место на дистанции 500 м на чемпионате мира на отдельных дистанциях в Канныне. В апреле 2017 года она получила травму колена, которая потребовала от неё хирургического вмешательства и пропустила весь сезон в международных соревнованиях.
Вернулась Асеева после реабилитации в сезоне 2018/2019 и участвовала на чемпионате России. В октябре 2021 года на чемпионате России на отдельных дистанциях впервые в истории выиграла командную гонку за Челябинскую область. В командном спринте заняли 2-е место. В сезоне 2022/2023 Надежда выиграла «бронзу» в командном спринте на чемпионате России на отдельных дистанциях, а в январе 2023 года на чемпионате России по спринту заняла лишь 12-е место в многоборье. В 2023 году завершила карьеру спортсменки.

## Личная жизнь и тренерская карьера
Надежда Асеева окончила в Коломне Государственный социально-гуманитарный университет на факультете физического воспитания. Магистр Уральского государственного университета физической культуры (Теория и методика конькобежного спорта). В настоящее время работает тренером в Спортивной Академии " Звезда хоккея" по обучению катанию на коньках/роликах, находящийся в Олимпийском парке Сочи

## Спортивные достижения
| Год  | ЧM спринт                     | ЧM на отдельных дистанциях | Кубок мира             |
| ---- | ----------------------------- | -------------------------- | ---------------------- |
| 2011 |                               |                            | 37-e 500 м 43-е 1000 м |
| 2012 |                               |                            |                        |
| 2013 |                               |                            | 37-e 1000 м            |
| 2014 | 20-e (20-e, 21-e, 21-e, 21-e) |                            |                        |
| 2015 | 12-e (14-e, 14-e, 11-e, 13-e) | 14-e 500 м                 | 17-e 500 м 27-е 1000 м |
| 2016 | 16-e (16-e, 17-e, 14-e, 14-e) | 15-e 500                   | 19-e 500 м 25-е 1000 м |

- ЧМ спринт — (1-e 500 м, 1-e 1000 м, 2-e 500 м, 2-e 1000 м).